# Hraniční přechod Královec–Lubawka
Hraniční přechod Královec–Lubawka (polsky Przejście graniczne Lubawka–Královec) je bývalý silniční hraniční přechod na česko-polské státní hranici na hraničním úseku IV/1 - IV/1/1 mezi českou obcí Královec (okres Trutnov, Královéhradecký kraj) a polským městem Lubawka (okres Kamienna Góra, Dolnoslezské vojvodství). Přechod leží v nadmořské výšce 510 m n. m. na silnici I/16; za hranicí pokračuje polská silnice č. 5. Před zrušením byl určen pro pěší, cyklisty, motoristy a nákladní vozidla s hmotností do 9 tun.
Hraniční přechod byl zrušen při vstupu České republiky do Schengenského prostoru v roce 2007. V případě dočasného znovuzavedení ochrany vnitřních hranic je provoz na hraničním přechodu upraven Sdělením Ministerstva vnitra č. 395/2021 Sb.

## Další informace
Západně od stávajícího přechodu na silnici I/16 je plánován přechod státní hranice do Polské republiky na budované dálnici D11. Místo přechodu je koordinováno s návrhem trasy rychlostní komunikace S3 Lubawka–Legnica–Štětín na Polském území.